# Calotes aurantolabium
Calotes aurantolabium е вид влечуго от семейство Агамови (Agamidae).

## Разпространение
Видът е разпространен в Индия (Керала и Тамил Наду).